# Santa Barbara Machine Head
Santa Barbara Machine Head was een niet lang bestaande Britse bluesrockband, waarvan de leden zich aansloten bij andere bekende rockbands.

## Geschiedenis
De in 1967 opgerichte band Santa Barbara Machine Head nam slechts drie instrumentale stukken op voor Immediate Records, Porcupine Juice, Albert en Rubber Monkey, die in 1968 op de blues-sampler Blues Anytime Vol. 3: An Anthology of British Blues werden uitgebracht, echter onder de verkeerde naam Santa Barbera Machine Head. Stilistisch zijn deze stukken toe te schrijven aan de electric blues.

## Verdere carrière van de leden
- Jon Lord werd later medeoprichter van Deep Purple.
- Ron Wood speelde bij de Jeff Beck Group, The Creation, The Faces en The Rolling Stones.
- Twink vervoegde zich bij The Pretty Things.
- Kim Gardner speelde bij The Creation en bij Ashton, Gardner & Dyke.

## Discografie
- 1968: 3 stukken op Blues Anytime Vol. 3: An Anthology of British Blues (Sampler)